# Stoffsicherheitsbericht
Stoffsicherheitsbericht, auch CSR (englisch chemical safety report) ist ein Begriff aus dem Gefahrstoffrecht.
Bezeichnet wird damit die Dokumentation der Stoffsicherheitsbeurteilung (englisch chemical safety assessment), die nach der REACH-Verordnung für alle registrierungspflichtigen Stoffe in Mengen von mehr als 10 Tonnen pro Jahr und Registrant erforderlich ist. Die Stoffsicherheitsbeurteilung umfasst Ermittlungen der schädlichen Auswirkungen auf die Gesundheit und Umwelt, der Persistenz und Bioakkumulation. Bei gefährlichen oder besonders besorgniserregenden Stoffen ist gem. Art. 14 Abs. 4 REACH auch eine Expositionsbeurteilung (unter Erstellung von Expositionsszenarien) und Risikobeschreibung durchzuführen. Die Angaben im Sicherheitsdatenblatt müssen gem. Art. 31 Abs. 2 REACH mit der Stoffsicherheitsbeurteilung abgeglichen werden.
Die REACH-Verordnung beruht auf dem Grundsatz, dass die Industrie sichern muss, dass die hergestellten oder importierten Stoffe sowohl auf die menschliche Gesundheit, als auch für die Umwelt nicht gefährlich sind. Das Stoffsicherheitsbericht dient dazu, für alle Risiken sicherzustellen, wie diese Risiken auf ein Minimum reduziert werden können oder sogar ganz vermieden werden können.
Das Dokument dient auch als eine Informationsquelle, was entlang der Lieferkette (supply chain) weitergegeben wird. Die Hersteller/Lieferanten sind verpflichtet die Beurteilung die jeweiligen Stoffen den nachgeschalteten Anwendern freizugeben.

## Die Bestandteile eines Stoffsicherheitsberichtes
Das Dokument besteht aus drei Teilen:
- Ermittlung schädlicher Wirkungen
- Expositionsbeurteilung
- Risikobeschreibung

### Ermittlung schädlicher Wirkungen
Um eine erfolgreiche Ermittlung zu führen, muss man alle relevanten Informationen über den Stoff einsammeln und bewerten. Solche Informationen sind z. B. die Eigenschaften des Stoffes, Informationen über die Herstellung und Verwendung, die Expositionsgrenze usw. Wenn die Informationen gemäß REACH-Verordnung nicht genügend sind, müssen zusätzliche Informationen gewonnen werden.
Ziel ist es die schädlichen Wirkungen des Stoffes zu identifizieren, deren Auswirkungen zu bewerten, was sie für ein Einfluss auf die menschliche Gesundheit und auf die Umwelt haben.
Das Stoff muss einer der folgenden Kriterien entsprechen:
- Muss als gefährlich gelten
- Ist ein PBT-/vPvB-Stoff

Wenn bei der Ermittlung herauskommt, das der Stoff als nicht gefährlich, und als nicht PBT-/-vPvB Stoff gilt, endet die Sicherheitsbeurteilung an dieser Stelle.

### Expositionsbeurteilung
Die Expositionsbeurteilung ist der Vorgang der Messung oder Abschätzung der Dosis des Stoffes, was gegenüber dem Menschen und der Umwelt exponiert wird oder exponiert werden kann, abhängig von den Verwendungen des Stoffes. Die Informationen über die Herstellungsbedingungen und Verwendungen nennt man Expositionszenarium. Bei jedem Expositionszenarium müssen die Grenzwerte gegenüber dem Menschen und der Umwelt ermittelt werden.
Im Expositionszenarium werden alle Verwendungen aufgelistet, und die Lebenszyklusstadien des Stoffes genau beschrieben.

### Risikobeschreibung
Bei der Risikobeschreibung werden die jeweiligen Expositionshöhen mit den Schwellenwerten verglichen. Wenn kein Schwellenwert zugeordnet werden kann, wird ein quantitativer oder halbquantitativer Ansatz verwendet. Die Risiken gelten als „beherrscht“, wenn die Expositionsgrenze innerhalb der Schwellenwerte liegen, die für den Menschen, als auch für die Umwelt sicher gelten. Wenn kein Schwellenwert vorliegt, muss die Exposition so gut wie möglich minimiert werden, damit das Risiko laut REACH-Verordnung als beherrscht gilt.
Wenn die Risiken nicht beherrscht werden können, muss die Sicherheitsbeurteilung verfeinert werden. Möglichkeiten sind:
- Sammlung von weiteren relevanten Daten
- Änderung der Herstellung oder Verwendung

Die Bedingungen, die die Beherrschung der Risiken sichern, bilden das sogenannte endgültige Expositionsszenarium. Die Sicherheitsbeurteilung wird im Stoffsicherheitsbericht (Chemical Safety Report, CSR) dokumentiert. Die Expositionszenarien werden als Teil des E-SDS durch die Lieferkette weitergegeben.
Wenn die Risiken trotz weitere Verfeinerungen nicht beherrscht werden können, wird von der Verwendung abgeraten, und in den E-SDS dokumentiert.